# VDMA-Einheitsblatt 66412
Das VDMA-Einheitsblatt 66412 enthält eine Sammlung betriebswirtschaftlicher Kennzahlen für den Bereich der Fertigungssteuerung und -überwachung zur Beurteilung und Festlegung der Zielvorgaben von Fertigungsprozessen.

## MES-Kennzahlen auf dem Weg zur internationalen Norm
Die Internationale Organisation für Normung, kurz ISO, beschäftigt sich im TC 184 seit vielen Jahren mit Standards für die industrielle Automation. Innerhalb des Normungsausschusses NA 060-30-05 im Deutschen Institut für Normung wurde im Jahr 2007 der Arbeitskreis „AK3“ gegründet. Im Zuge der Normungsarbeit sollen folgende Fragestellungen durch den Arbeitskreis beantwortet werden:
- Was sind die Inhalte eines MES (Manufacturing Execution Systems)?
- Wie grenzt sich das MES von anderen Unternehmens-Software-Komponenten ab?
- Wie definiert sich die horizontale Integration entlang des Materialflusses und der Wertschöpfungskette?
- Welche Kennzahlen liefert ein MES?

## MES-Kennzahlen als relevante Steuerungsinstrumente für Unternehmen
Im Jahr 2009 haben sich die Mitglieder des Arbeitskreises mit der Frage auseinandergesetzt, welche Kennzahlen für ein MES standardisiert werden sollen. Eine interessante Erkenntnis dabei war, dass sowohl die in den letzten Jahrzehnten definierten Begriffe als auch deren Kennzahlenformeln in unterschiedlichsten Auslegungen Verwendung gefunden haben. Einerseits findet man unter demselben Begriff, wie zum Beispiel „Produktivität“, verschiedene Definitionen, andererseits werden unterschiedliche Begriffe für ein und dieselbe Definition verwendet. Diese Mehrdeutungen wurden nun vereinheitlicht und vom VDMA als Einheitsblatt 66412 Teil 1 veröffentlicht, so dass die Ergebnisse schnellstmöglich für den Markt zugänglich sind. Gleichzeitig dient dieses Einheitsblatt als klare Arbeitsgrundlage im Rahmen der internationalen Standardisierung der KPI (Key Performance Indicators) von MES.

## Definition von Kennzahlen
Bei den Festlegungen wurde vor allem eine Differenzierung von MES-Kennzahlen zu anderen Kennzahlensystemen vorgenommen, wie sie beispielsweise im Enterprise Resource Planning (ERP), im Product-Lifecycle-Management (PLM) oder im Automatisierungsbereich angewandt werden. Grundlage hierfür ist der sogenannte „Drill-Down“. Dieser beschreibt, wie man aus den generierten Kennzahlen zu weiterführenden Detailinformationen kommt. Die Ausgangslage: Liegt eine Kennzahl außerhalb ihres Limits, benötigt der Anwender detaillierte Informationen, um die Ursache zu ermitteln und Abstellmaßnahmen einzuleiten. Diese Basisdaten können beispielsweise Messwerte vom Prüfsystem einer Anlage beinhalten oder auch attributive Fehleranalysen in Form von Paretodiagrammen. Um dies zu ermöglichen, muss ein MES den gesamten Datenbezug über alle Anlagen speichern. Enterprise Resource Planning-Systeme sind in der Regel für solche Detaildatenanalysen innerhalb ihrer eigenen Datenbank nicht ausgelegt. Ebenso steht die Funktionalität zur Ermittlung von statistischen Kennzahlen im Enterprise Resource Planning nicht zur Verfügung (z. B. Prozessfähigkeitswerte). Zweite Definitionsbasis ist der Zeitpunkt, an dem eine Kennzahl errechnet wird und für wen sie bestimmt ist. Hier werden unter anderem Online-Kennzahlen für die Produktionsmitarbeiterebene genannt oder zeitnahe Reports für das Management.

## Anwendungswelten verschmelzen zu MES
Zusammengefasst definieren sich MES-Kennzahlen zum einen über eine integrierte Datenhaltung inklusive umfangreicher Detailinformationen aus den einzelnen Datenquellen. Zum anderen spielt das Zeitverhalten bei der Kennzahlen-Definition eine tragende Rolle, das in der Regel im Minuten- oder gar im Sekundenbereich liegt. Diese Definitionsparameter geben Raum für eine interessante Marktentwicklung im Bereich von Unternehmens-Software. So wie bereits in den 90er Jahren die IT-Systeme für Logistik, Materialwirtschaft / Produktionsplanung (PPS) und Finanzbuchhaltung unter dem Oberbegriff ERP zusammengeführt wurden, finden ähnliche Integrationsprozesse im MES-Umfeld statt: Applikationen für Computer Aided Quality (CAQ), Betriebs- und Maschinendatenerfassung (BDE und MDE) sowie für Rückverfolgbarkeit und Maßnahmenmanagement verbinden sich unter dem Oberbegriff MES. Ein dritter großer Integrationsprozess, ist im Entwicklungsbereich unter dem Begriff Product-Lifecycle-Management zu beobachten. Hierbei werden ebenfalls verschiedene Bausteine des Computer Integrated Manufacturing (CIM) zusammengeführt. Dazu gehören zum Beispiel die Themen Computer Aided Design (CAD), Computer Aided Engineering (CAE) oder auch die Konstruktions-FMEA.

## Die standardisierten Kennzahlen
- Beleggrad
- Durchsatz
- Belegnutzgrad
- Nutzgrad
- Overall Equipment Effectiveness (OEE)
- Netto-Gesamtanlageneffektivität (NGE)
- Verfügbarkeit
- Effektivität
- Qualitätsrate
- Rüstgrad
- Technischer Nutzgrad
- Prozessgrad
- Ausschussgrad
- Erstausbeute (englisch first pass yield, FPY)
- Ausschussquote
- Nacharbeitsquote
- Fehlerquote
- Ausfallrate
- Maschinenfähigkeit
- Kritische Maschinenfähigkeit
- Prozessfähigkeit
- Kritische Prozessfähigkeit
- Störungsgrad
- Ausschusskosten
- Maßnahmen-Index
- Ausschusskosten-Index

## Internationale Standardisierung
Anfang März 2009 wurde diese Arbeitsgrundlage auch einer international besetzten Arbeitsgruppe zu Leistungskennzahlen (englisch abgekürzt KPI) in ISO/TC184/SC5 zur Verfügung gestellt. Im März 2009 fand die eröffnende Sitzung der Gruppe in Frankfurt statt. Repräsentanten aus China, Deutschland, Frankreich, Japan, Südkorea und den USA haben beschlossen, daraus einen New Work Item Proposal (NWIP) für eine internationale Norm abzuleiten. Anfang Februar 2010 gab es die erste internationale Sitzung der Arbeitsgruppe WG9, in der die ISO 22400-2 auf Basis des deutschen Normungsvorschlages (NWIP) mit Ergänzungen aus den Arbeitsgruppen der anderen teilnehmenden Ländern entstand. Dabei waren die Länder Frankreich, China, Korea, Japan, USA, Spanien, Schweden und Deutschland vertreten sowie als Liaison die MESA International. 
Es entsteht somit auch für den Anwender eine international einheitliche Grundlage, die es ihm erlaubt, Funktionalität und Anwendungsbereich von Leistungskennzahlen für MES nachlesen zu können. Wenn diese standardisierten MES-Kennzahlen von Standardsoftware-Herstellern angeboten werden, kann der Anwender auch die der Norm entsprechenden Funktionalitäten einfordern. Ein weiterer Vorteil liegt darin, dass durch die internationale Standardisierung die Kennzahlen im Ergebnis vergleichbar werden. Unternehmen müssen nicht länger die Definition der einzelnen Kennzahlen selbst herleiten und eventuell transformieren, um internationale Produktionswerke vergleichen zu können.
Diese Standardisierung soll sicherstellen, dass MES-Kennzahlen eindeutig definiert sind und der Markt damit von einer einheitlichen Grundlage ausgehen kann. Selbstverständlich bleibt es sowohl Anbietern als auch Anwendern vorbehalten, individuelle Kennzahlen zu ergänzen. Jedoch sollten diese sich dann begrifflich vom Standard differenzieren. Nur so kann im Markt sowohl für Anbieter als auch für Anwender Klarheit geschaffen werden, was den Einsatz und die Wirkungsweise von Kennzahlen bei MES betrifft.